# Chiesa di San Zaccaria (Codevigo)
La chiesa di San Zaccaria è la parrocchiale di Codevigo, in provincia e diocesi di Padova; fa parte del vicariato del Piovese.

## Storia
La prima citazione di una chiesa a Codevigo risale al 1173 e si sa che era filiale della pieve di Piove di Sacco. Dalla relazione della visita pastorale del 1489 del vescovo Pietro Barozzi si apprende che la chiesa di Codevigo era a tre navate ed aveva cinque altari, qualche anno più tardi nel 1506 lo stesso vescovo da inizio alla ricostruzione della chiesa e, alla fine del secolo, vennero completati i due porticati laterali. I lavori della nuova struttura furono seguiti da Lorenzo da Bologna e Zaneto de Pisonis, il quale beneficiario fu Alvise Angelieri, lavori che ne diedero l'aspetto ancora attuale. Nel 1861 fu ampliato il coro e, nel 1934, venne demolita la cuspide del campanile.

## Descrizione

### Interno
Le opere più significative contenute all'interno della parrocchiale di Codevigo sono una pala, posta sull'altare di Sant'Antonio, raffigurante lo Spirito Santo assieme ad i Santi Antonio abate, Antonio di Padova, Carlo Borromeo e Lorenzo e dipinta da Pietro Damini nel XVII secolo, una scultura lignea, databile tra il 1650 e il 1674, il cui soggetto è la Vergine ed un'altra pala d'altare, collocata nella prima cappella della parete sinistra, con la Crocifissione, opera del 1864 di Cecilio Rizzardini.